# Teddy Dunn

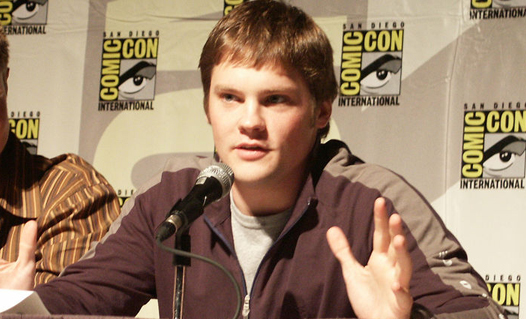
Teddy Dunn.

Edward Wilkes "Teddy" Dunn, född 19 juni 1980, är en amerikansk skådespelare. Dunn är mest känd för rollen som Duncan Kane i serien Veronica Mars.